# Axeltorps skogar
Axeltorps skogar är ett naturreservat i Grevie socken i Båstads kommun i Skåne.

## Flora och fauna
Inom området växer bl.a. träd som ask och växter som den rödlistade alsidenmossan.
Det finns även ett rikt fågelliv med arter som forsärla, strömstare, skogsduva, större och mindre hackspett.
Insekter som siktats inom området är bl.a.  den sällsynta nattsländan Odontocerum albicorne.